# Doratodon
Doratodon è un genere estinto di rettili, imparentato con i coccodrilli. Visse nel Cretaceo superiore (Campaniano, circa 75 milioni di anni fa) e i suoi resti sono stati ritrovati in Europa (Spagna, Austria).

## Descrizione
Conosciuto principalmente per resti cranici e della dentatura, questo animale possedeva un cranio molto corto e stretto, ben diverso da quello degli attuali coccodrilli. Oltre a ciò, la dentatura era composta da lunghi denti compressi lateralmente e caratterizzati da un margine carenato e seghettato, dalla punta ricurva all'indietro. Grazie al raffronto con altre forme simili, si è ipotizzato che il corpo di Doratodon fosse abbastanza compatto e sorretto da robusti arti sporgenti parzialmente all'esterno.

## Classificazione

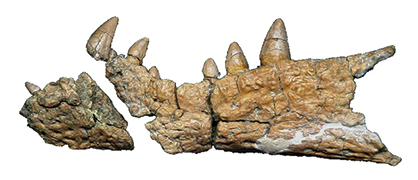
Mandibola di Doratodon ibericus

Originariamente il genere Doratodon era noto solo per resti molto frammentari provenienti dall'Austria, appartenenti alla specie tipo Doratodon charcharidens, ed era stato attribuito variamente a coccodrilli goniofolididi o a hsisosuchidi. Solo in seguito, con la descrizione di resti più completi provenienti dalla Spagna (Doratodon ibericus), gli studiosi hanno potuto fare luce sui reali vincoli di parentela di questo animale: Doratodon è ritenuto essere un rappresentante primitivo degli zifosuchi (Ziphosuchia), un gruppo di crocodilomorfi notevolmente diffuso nei continenti meridionali. In particolare, sono state riscontrate somiglianze con i sebecosuchi e Bergisuchus; Doratodon rappresenta il primo ritrovamento di un crocodilomorfo di questo tipo nel Cretaceo superiore d'Europa.